# Закон Лердо
Закон про відчуження нерухомості мертвої руки (ісп.   Ley de Desamortización de Bienes de Manos Muertas або Закон Лердо (ісп. Ley Lerdo — закон, виданий у Мексиці 25 червня 1856 року ліберальним урядом Ігнасіо Комонфорта. Назву отримав за іменем свого автора — міністра фінансів Мігеля Лердо де Техади. Новий закон забороняв цивільним і церковним корпораціям володіти нерухомим майном. Передбачалося, що ці заходи сприятимуть вільному обігу нерухомості.

## Зміст
Перша стаття закону гласила: 
Всі земельні маєтки і міська нерухомість, які в даний час перебувають у володінні або управлінні цивільних і церковних корпорацій, передаються у власність тим особам, які їх орендують.

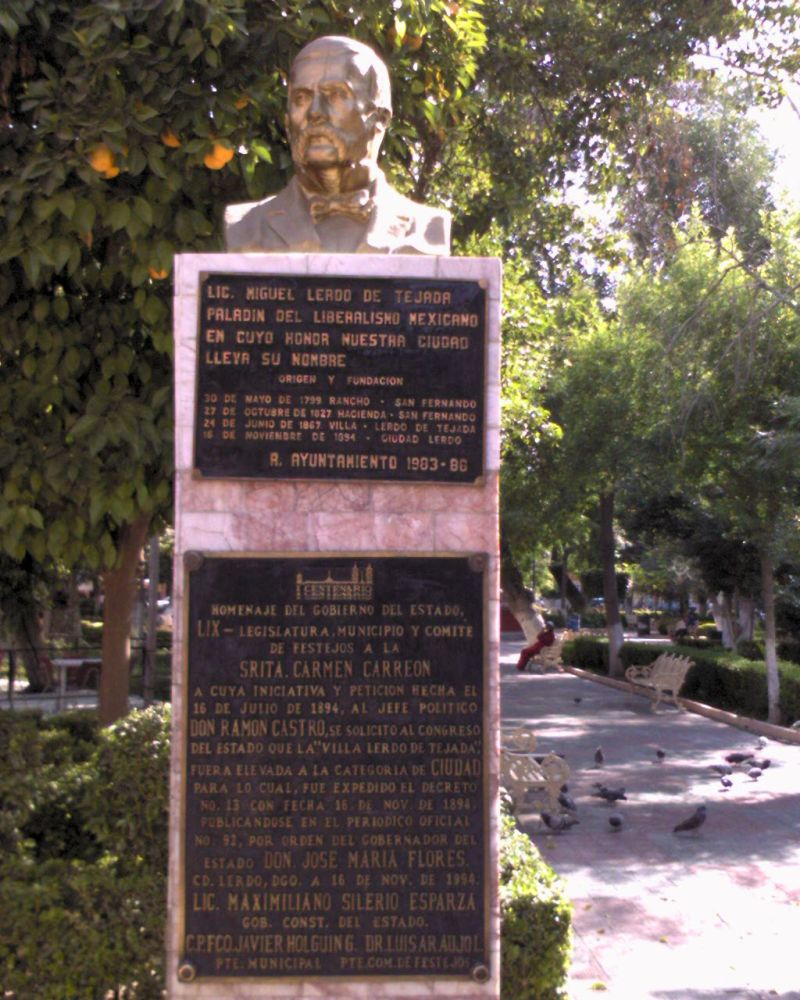
Пам'ятник Мігелю Лердо де Техаді

Орендована нерухомість переходила у власність орендаря за виконання таких умов: орендар повинен подати заяву на придбання цієї нерухомості у власність не пізніше трьох місяців з дня опублікування закону і зобов'язується виплачувати її вартість щорічними шестивідсотковими платежами. Після цього він негайно набував право розпоряджатися нерухомістю — міг продавати її, передавати у спадок тощо.

## Наслідки
Відповідно до закону Лердо церква позбавлялася права володіти землею, будинками та іншим нерухомим майном за винятком будівель храмів, каплиць і жител ченців. Церква могла продати орендовану в неї нерухомість будь-якому покупцеві протягом трьох місяців з дня опублікування закону. Церковні будівлі цілком передавалися тому орендарю, який орендував більшу частину приміщення. Оскільки закон не вимагав поділу земельних ділянок, вони так само переходили в руки переважно великих власників. Отримані від продажу цього майна гроші передавалися церкві. Закон рекомендував використовувати їх для фінансування сільськогосподарських, промислових і торгових підприємств.
Таким чином закон Лердо створював сприятливі умови для переходу майна церкви в руки великої буржуазії і латифундистів. Однак розмір купованої однією особою нерухомості закон не обмежував, а нові власники отримували право перепродувати придбане майно, внаслідок чого воно ставало предметом спекуляції. Разом з тим, новий закон мав важкі наслідки для общинного землеволодіння, традиційного для мексиканських індіанців. Індіанці користувалися землею на основі звичаєвого права і на ділі володіли нею ще до європейської колонізації. Але, як прихильник ліберальних ідей, Мігель Лердо вважав общинне господарство менш ефективним, ніж приватне.
Індійські громади потрапляли під визначення «цивільних корпорацій». Їх члени оголошувалися орендарями і повинні були викуповувати землю на тих самих умовах. При цьому потрібно було заплатити алькабалу і інші збори, внески за межування ділянок і за оформлення документів. Невиконання цих формальностей протягом 3 місяців з дня опублікування закону Лердо тягло продаж індіанської землі з торгів. Як і у випадку з нерухомістю церкви значна частина общинних ділянок була придбана великими землевласниками і спекулянтами. Також часто індіанці позбавлялися вже отриманих документів на власність шляхом обману. Виступи невдоволених селян пройшли в штатах Мічоакан, Керетаро і Пуебла, в деяких районах індіанці розпочали захоплення і розділення поміщицьких земель.
5 лютого 1857 року мексиканський Конгрес прийняв нову конституцію. За її допомогою ліберали розраховували повністю позбутися пережитків феодалізму. Конституція підтвердила положення закону Лердо, що викликало обурення консервативних і клерикальних кіл, і стало причиною Війни за реформу.